# Tabay (Argentina)

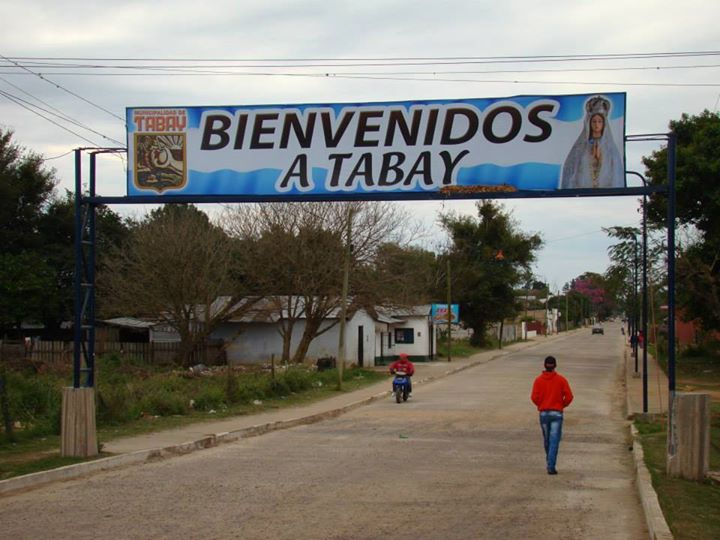
Ingreso a la localidad por la Av. Piragine Niveyro

Tabay o Colonia Tabay (en guaraní: Tava'i) es una localidad argentina, ubicada en el departamento Concepción de la provincia de Corrientes, a 142 kilómetros de la Ciudad de Corrientes, es un municipio de 3.ª categoría que tiene como principal actividad financiera la Industria de la Madera y el cultivo y la exportación de frutos cítricos.
Su principal vía de acceso es la Ruta Nacional 118, que la comunica al nordeste con Santa Rosa, y al oeste con Saladas.
La carta orgánica municipal establece:

Art. 1.- DENOMINACIÓN: Tabay, es el nombre del pueblo y consecuentemente el nombre del Municipio; los documentos oficiales e instrumentos públicos deben mencionar la siguiente inscripción “Municipalidad de Colonia Tabay” o “Municipalidad de Tabay”, siendo ambas acepciones válidas para definir la correcta denominación del Municipio.

La Comisión de Fomento fue creada en 1959. Como opción turística cuenta con el Estero Santa Lucía y el balneario "Laguna Porá".
El término "Tabay" viene del guaraní "Tava'i", cuyo significado es; "Pueblo Chico", "Pueblito" o "Pequeño poblado".

## Infraestructura
Más del 87% de la población cuenta con agua potable , energía eléctrica y servicios primarios. Cuenta con cinco escuelas primarias y un Colegio Secundario, diversos puestos de salud, centros deportivos y una comisaría.

## Actividades Culturales
La localidad de Tabay también se destaca por su amplia lista de eventos culturales, como ser el Festival Provincial del Panal (Organizado por el Colegio de Tabay), la Fiesta Municipal del Chipá Cuerito, el 15 de agosto (Fiesta Patronal de pueblo), entre otras actividades turísticas que hacen del pueblo un buen lugar para el entretenimiento familiar.

## Población
Cuenta con 1 609 habitantes (Indec, 2010), lo que representa un incremento del 37,5% frente a los 1 227 habitantes (Indec, 2001) del censo anterior.